# Professional'nyj Basketbol'nyj klub CSKA 2007-2008
Questa voce raccoglie le informazioni riguardanti il Professional'nyj Basketbol'nyj klub CSKA nelle competizioni ufficiali della stagione 2007-2008.

## Stagione
La stagione 2007-2008 del Professional'nyj Basketbol'nyj klub CSKA è la 17ª nel massimo campionato russo di pallacanestro, la Professional'naya basketbol'naya liga.

## Roster
Aggiornato al 12 luglio 2019
| CSKA Mosca 2007-08 | CSKA Mosca 2007-08 |
| Giocatori          | Staff tecnico      |
| ------------------ | ------------------ |

| N. | Naz.                                       | Ruolo | Nome                  | Anno | Alt.   | Peso   |  |
| -- | ------------------------------------------ | ----- | --------------------- | ---- | ------ | ------ |  |
| 4  | Grecia (bandiera)                          | P     | Theodōros Papaloukas  | 1977 | 200 cm | 100 kg |  |
| 5  | Russia (bandiera)                          | AG    | Nikita Kurbanov       | 1986 | 202 cm | 99 kg  |  |
| 6  | Grecia (bandiera)                          | G     | Nikos Zīsīs           | 1983 | 195 cm | 90 kg  |  |
| 7  | Russia (bandiera)                          | C     | Anatolij Kaširov      | 1987 | 215 cm | 100 kg |  |
| 8  | Slovenia (bandiera)                        | AG    | Matjaž Smodiš         | 1979 | 205 cm | 115 kg |  |
| 9  | Lituania (bandiera)                        | AP    | Ramūnas Šiškauskas    | 1978 | 198 cm | 100 kg |  |
| 10 | Stati Uniti (bandiera) · Russia (bandiera) | P     | J.R. Holden           | 1976 | 185 cm | 84 kg  |  |
| 11 | Russia (bandiera)                          | G     | Zachar Pašutin (C)    | 1974 | 196 cm | 92 kg  |  |
| 13 | Australia (bandiera)                       | C     | David Andersen        | 1980 | 212 cm | 113 kg |  |
| 14 | Russia (bandiera)                          | C     | Aleksej Savrasenko    | 1979 | 215 cm | 120 kg |  |
| 15 | Russia (bandiera)                          | AG    | Artëm Zabelin         | 1988 | 215 cm | 109 kg |  |
| 20 | Russia (bandiera)                          | AG    | Andrej Voroncevič     | 1987 | 204 cm | 104 kg |  |
| 21 | Stati Uniti (bandiera)                     | G     | Trajan Langdon        | 1976 | 192 cm | 95 kg  |  |
| 22 | Stati Uniti (bandiera)                     | AG    | Marcus Goree          | 1977 | 203 cm | 116 kg |  |
| 23 | Russia (bandiera)                          | G     | Aleksej Šved          | 1988 | 195 cm | 86 kg  |  |
| 24 | Belgio (bandiera)                          | C     | Tomas Van Den Spiegel | 1978 | 213 cm | 118 kg |  |
| 31 | Russia (bandiera)                          | AG    | Viktor Chrjapa        | 1982 | 204 cm | 101 kg |  |

| Allenatore                                                                              |
| - Ettore Messina                                                                        |
| Assistente/i                                                                            |
| - Emanuele Molin - Evgenij Pašutin Legenda - (C) Capitano - (IN) Inattivo - Infortunato |

## Mercato

### Sessione estiva
| Acquisti | Acquisti           | Acquisti             | Acquisti      | Acquisti |
| R.a      | Nome               | da                   | Modalità      |          |
| -------- | ------------------ | -------------------- | ------------- | -------- |
| G        | Aleksej Šved       | Chimki               | fine prestito |          |
| AG       | Artëm Zabelin      | Sptk. S. Pietroburgo | definitivo    |          |
| AP       | Ramūnas Šiškauskas | Panathīnaïkos        | definitivo    |          |
| G        | Nikos Zīsīs        | Pall. Treviso        | definitivo    |          |
| AG       | Marcus Goree       | Pall. Treviso        | definitivo    |          |
| G        | Vasilij Zavoruev   | Standard Togliatti   | fine prestito |          |

| Cessioni | Cessioni              | Cessioni          | Cessioni       | Cessioni |
| R.       | Nome                  | a                 | Modalità       |          |
| -------- | --------------------- | ----------------- | -------------- | -------- |
| C        | Tomas Van Den Spiegel | Sopot             | fine contratto |          |
| GA       | David Vanterpool      |                   | ritirato       |          |
| AP       | Óscar Torres          | Fortitudo Bologna | fine contratto |          |
| GA       | Anton Ponkrašov       | Chimki            | prestito       |          |
| G        | Vasilij Zavoruev      | B.K. Kiev         | fine contratto |          |

### Dopo l'inizio della stagione
| Acquisti | Acquisti              | Acquisti      | Acquisti         | Acquisti   |
| R.       | Nome                  | da            | Data             | Modalità   |
| -------- | --------------------- | ------------- | ---------------- | ---------- |
| C        | Tomas Van Den Spiegel | Sopot         | gennaio 2008     | definitivo |
| AG       | Viktor Chrjapa        | Chicago Bulls | 12 febbraio 2008 | definitivo |

| Cessioni | Cessioni        | Cessioni     | Cessioni         | Cessioni |
| R.       | Nome            | a            | Data             | Modalità |
| -------- | --------------- | ------------ | ---------------- | -------- |
| AG       | Nikita Kurbanov | UNICS Kazan' | 15 febbraio 2008 | prestito |